# 안류마치 정류장
안류마치 정류장(일본어: 安立町停留場, あんりゅうまちていりゅうじょう)은 일본 오사카부 오사카시 스미요시구에 있는 한카이 전기 궤도의 정류장이다. 역 번호는 HN14이다.

## 역사
- 1911년 12월 1일: 한카이 전기 궤도(초대)역으로서 개업[1].
- 1915년 6월 21일: 회사 합병으로 난카이 철도의 역이 됨.
- 1944년 6월 1일: 회사 합병으로 긴키 닛폰 철도의 역이 됨.
- 1947년 6월 1일: 노선 양도로 인하여 난카이 전기철도의 역이 됨[1].
- 1980년 12월 1일: 노선 양도로 인하여 한카이 전기 궤도의 정거장이 됨[1].

## 정류장 구조
신설 궤도 상의 지상역사에서 건널목을 낀 단선 승강장의 구조로 서로 엇갈리게 배치된 2면 2선의 구조이다. 플랫폼은 저상식에서 역사를 갖추고 있다.

## 역 주변
궤도의 서쪽이 스미요시 구와 스미노에구의 경계이다.
- 난카이 전기철도 난카이 본선 스미노에 역
- 스미노에 안류 우체국
- 안립
- 시미즈가오카

## 사진

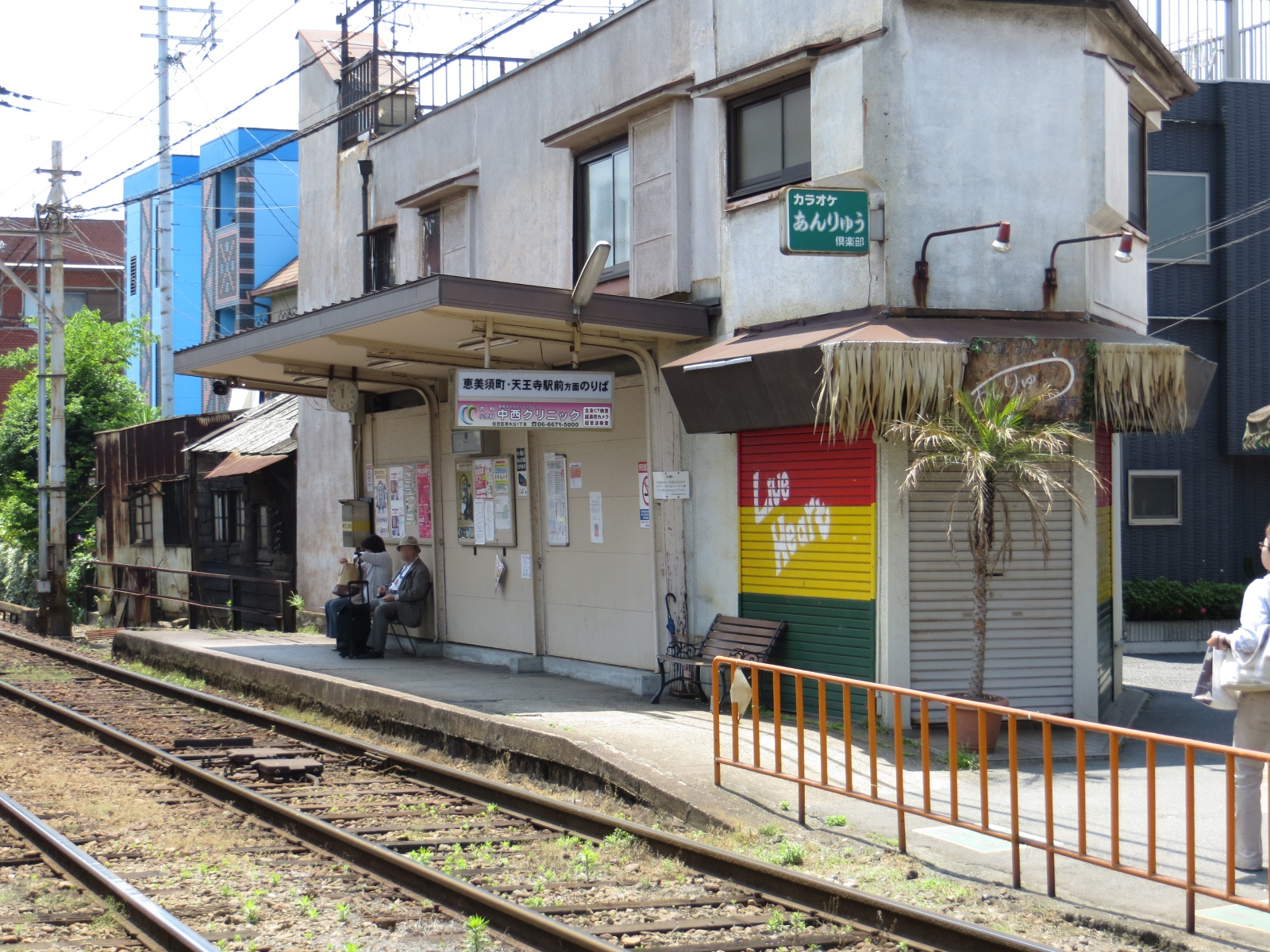
에비스초 방향 플랫폼
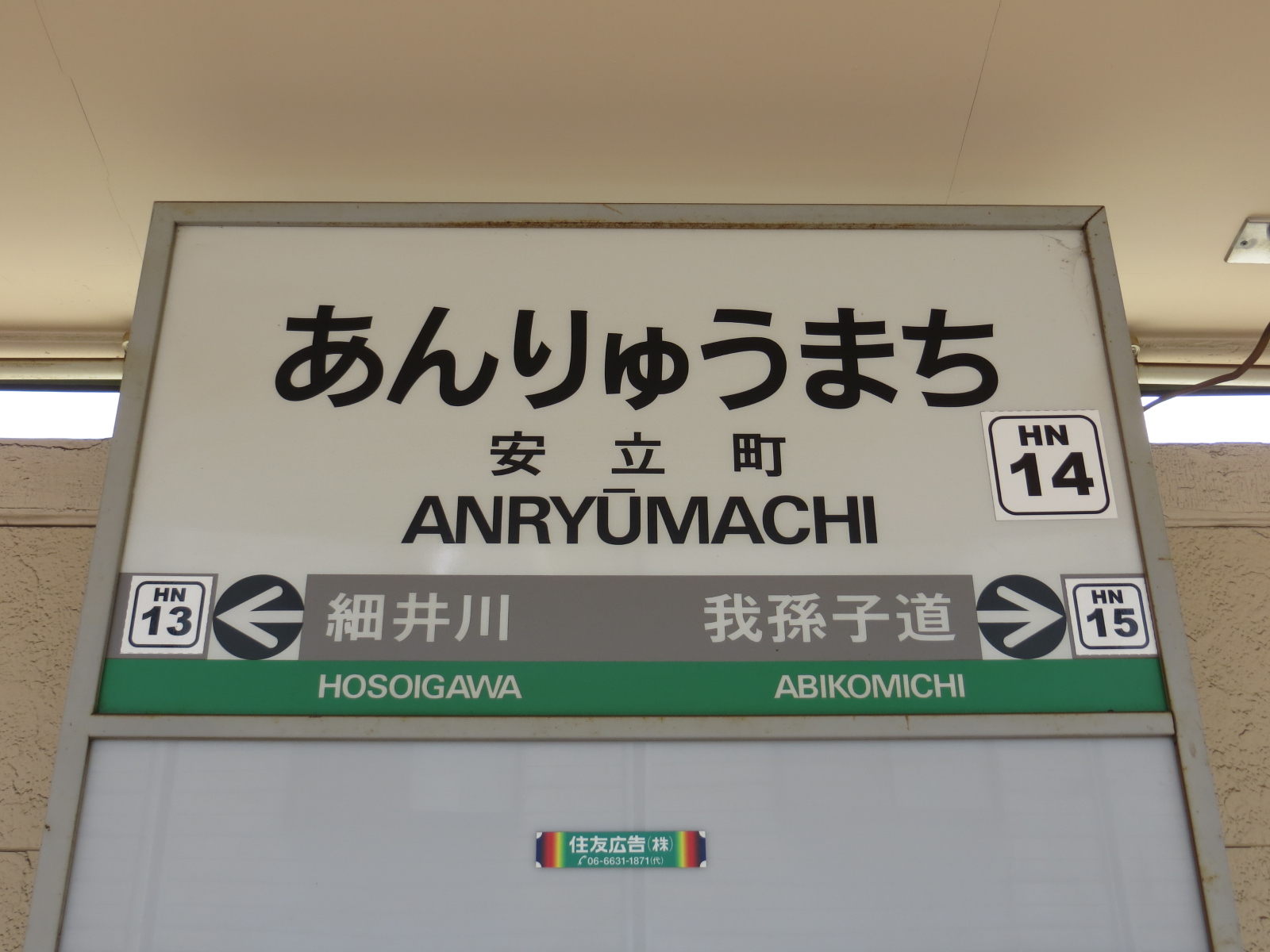
역명판

## 인접역
| 한카이 전기 궤도 ■ 한카이 선  | 한카이 전기 궤도 ■ 한카이 선 | 한카이 전기 궤도 ■ 한카이 선          |
| ----------------------------- | ---------------------------- | ------------------------------------- |
| HN13 호소이가와 에비스초 방면 |                              | 아비코미치 HN15 하마데라에키마에 방면 |